# Phare de Diamond Shoals
Le phare de Diamond Shoals (en anglais : Diamond Shoals Light) était un phare offshore situé au large du cap Hatteras dans le comté de Dare en Caroline du Nord.

## Historique
Diamond Shoals, qui s'étend sur plusieurs kilomètres du cap Hatteras, est considéré comme l’un des endroits les plus dangereux de la côte atlantique. Même si un phare à terre existait sur le cap lui-même à partir de 1804, sa portée était insuffisante et un bateau-phare a été stationné sur le haut-fond lui-même en 1824. Celui-ci a finalement été détruit près du bras de mer d'Ocracoke en 1827. Diverses bouées ont été placées à partir de 1852, mais tous ont été de courte durée.
En 1889, le congrès autorisa la construction d'un phare permanent sur le banc de sable. La firme Anderson & Barr, qui avait construit le phare de Fourteen Foot Bank dans la baie de la Delaware en 1885-1887, obtint le contrat. Un caisson a été construit à Norfolk, en Virginie, et remorqué sur le site en juin 1891. Immergé dans le haut-fond le 1er juillet, il a immédiatement commencé à basculer en raison du fond sableux et de l'affouillement sévère provoqué par les courants. L'ajout de plaques de fer au sommet de la structure a simplement réussi à la maintenir légèrement au-dessus de l'eau. Une tempête le 4 juillet a chassé les équipes de travail et détruit la structure. La construction a été abandonnée et 79 000 dollars du crédit initial ont été utilisés pour la construction d’un bateau-phare en remplacement de la tour défaillante.

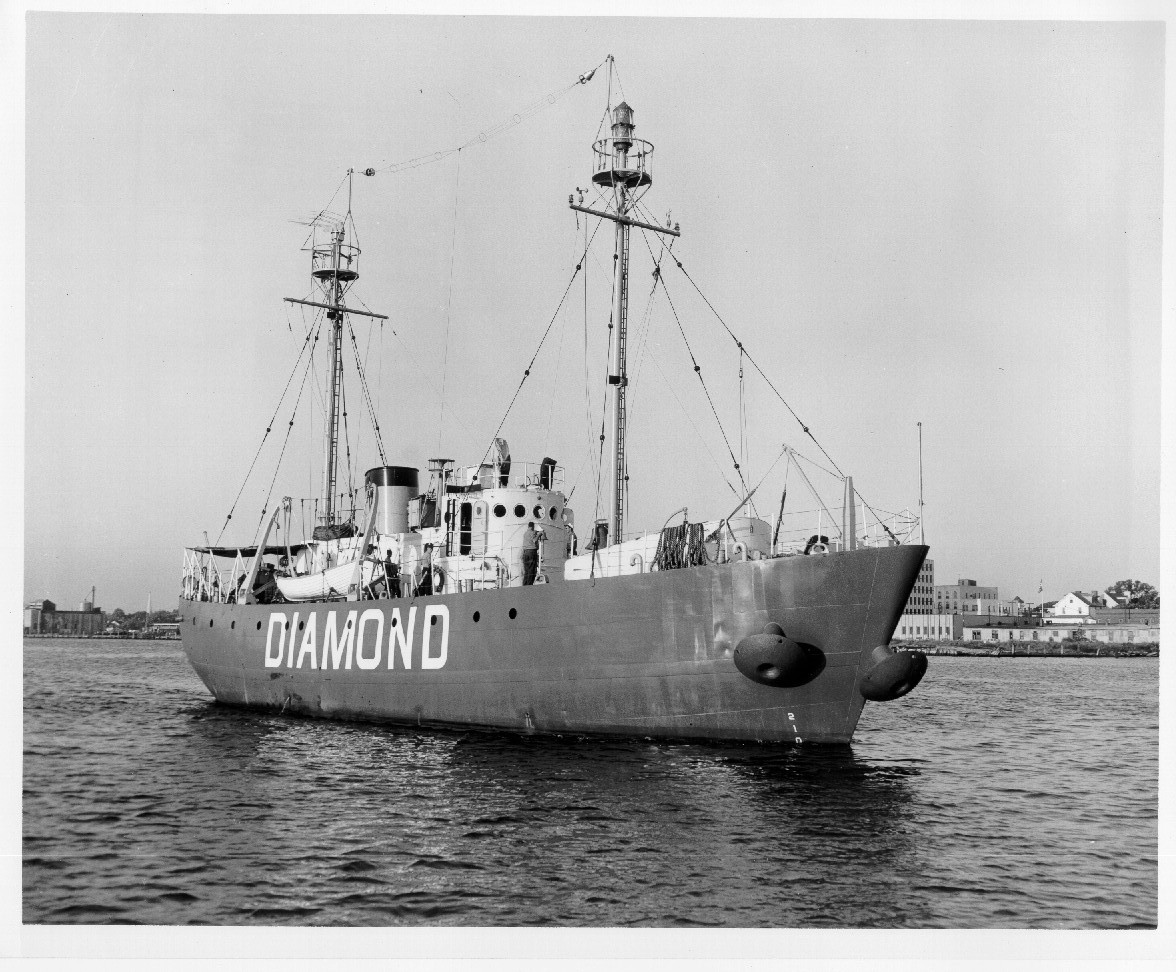
WLV 189, dernier bateau-phare stationné à Diamond Shoals (USCG 1962)

Ce bateau-phare, le LV 69, était le premier des six navires-phares employés à Diamond Shoals au XXe siècle. Avant la Première Guerre mondiale, les bateaux-phares étaient assignés par paires à cette station, les uns remplaçant les autres. Après le naufrage du LV 71 par le sous-marin allemand SMU-140, un seul navire a été affecté, relevé au besoin. Pendant la Seconde Guerre mondiale, le bateau-phare a été remplacé par une bouée lumineuse. Le dernier bateau-phare stationné à cet endroit, le WLV 189, est le premier à avoir été construit après que les garde-côtes se furent emparés du service des phares et le premier à avoir été entièrement soudé. il a été expressément construit pour le service dans cette station et y est resté jusqu'en 1966.
Au début des années 1960, des phares Texas Tower (en) ont été érigés sur six sites offshore sur la côte est. Diamond Shoals était l'avant-dernier à être construit et a été activé en 1966. Il a été automatisé en 1977. Le phare automatique a subi des dommages importants causés par l'ouragan Fran en 1996. Il a été jugé tellement endommagé que le feu ne pouvait être visité en toute sécurité par hélicoptère. La lumière a été éteinte en 2001 et a depuis été supprimée.
La tour est toujours debout et est fréquentée par les pêcheurs pour les nombreuses espèces de poissons qui vivent en dessous et à proximité.
En 2012, la tour, décrite comme nécessitant des réparations d'un montant de 2,3 millions de dollars, a été mise aux enchères par l'administration des services généraux. Elle a été vendue en octobre de la même année, au prix de 20 000 dollars, à Dave Schneider, qui envisage de la restaurer afin de l'utiliser pour la recherche de sa société « Zap Water » (basée au Minnesota), avec d'autres sociétés. 

Identifiant : ARLHS : USA-230 ; ex-USCG : 2-0640 ; ex-Amirauté : J2400 .

### Lien connexe
- Liste des phares en Caroline du Nord